# A Cradle Song
A Cradle è una delle diciannove poesie della raccolta Songs of Innocence del poeta inglese William Blake.

## Testo originale
Sleep, sleep, beauty bright,
Dreaming in the joys of night;
Sleep, sleep; in thy sleep
Little sorrows sit and weep.
Sweet babe, in thy face
Soft desires I can trace,
Secret joys and secret smiles,
Little pretty infant wiles.
As thy softest limbs I feel
Smiles as of the morning steal
O'er thy cheek, and o'er thy breast
Where thy little heart doth rest.
O the cunning wiles that creep
In thy little heart asleep!
When thy little heart doth wake,
Then the dreadful night shall break.

## Adattamenti
Benjamin Britten nel 1947 ha composto una canzone per il testo di questo poesia inserita nel suo album A Charm of Lullabies, che raccoglie altre poesie messe in musica.
La poesia è stata reinterpretata in versione musicale dal cantante britannico Sting nell'album If on a Winter's Night... del 2009. La musica della canzone era stata composta da Ralph Vaughan Williams.